# Jürgen Wiefel

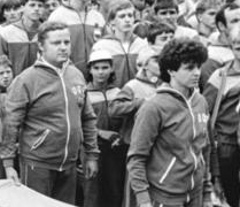
Jürgen Wiefel (links) bei der Eröffnung der Kinder- und Jugendspartakiade 1985

Jürgen Wiefel (* 10. März 1952 in Leipzig) ist ein ehemaliger deutscher Sportschütze und derzeitiger Trainer. Er gewann mit der Schnellfeuerpistole zwei olympische Silbermedaillen für die DDR.
Wiefel startete für den Klub für Sportschießen Leipzig. 1972 belegte er den dritten Platz bei der DDR-Meisterschaft, 1973 war er Vizemeister und 1975 gewann er seinen ersten Meistertitel. Bei den Olympischen Spielen 1976 in Montreal belegte er mit 596 Ringen den zweiten Platz hinter seinem Landsmann Norbert Klaar, der 597 Ringe erzielt hatte. Nach zwei weiteren Meistertiteln 1977 und 1978 und der Vizemeisterschaft 1979 startete Wiefel 1980 in Moskau das zweite Mal bei Olympischen Spielen. Mit dem Rumänen Corneliu Ion, dem Österreicher Gerhard Petritsch und Jürgen Wiefel erreichten drei Schützen im Wettkampf 596 Ringe, die Medaillen wurden deshalb im Stichkampf ausgeschossen. Im ersten Stechen erzielten Ion und Wiefel 148 Ringe, Petritsch erhielt für 146 Ringe die Bronzemedaille. Nachdem Ion und Wiefel im zweiten Stechen beide 147 Ringe erzielt hatten, entschied Ion das dritte Stechen mit 148 zu 147 für sich; Jürgen Wiefel hatte seine zweite Silbermedaille gewonnen. 1981 belegte Wiefel bei der Europameisterschaft den vierten Platz, 1982 und 1983 war er DDR-Meister. Seine dritte Olympiateilnahme verpasste Wiefel 1984 durch den Olympiaboykott. Jürgen Wiefel gehörte zwar auch in den folgenden Jahren noch zu den besten DDR-Schützen mit der Schnellfeuerpistole, aber mittlerweile war der neue Mann des GST-Klubs Leipzig, Ralf Schumann, der dominierende Schütze in dieser Disziplin.
Wiefel ist gelernter Karosseriebaufacharbeiter. Nach der Wende war Wiefel maßgeblich an der Gründung des Sächsischen Schützenbundes e.V. im Bundesland Sachsen beteiligt und war hier (1991 bis 1994) und danach beim Badischen Sportschützenverband (1994 bis 1996) als Geschäftsführer tätig. Als Trainer im Olympiastützpunkt Erfurt war er von 1999 bis 2000 für den Thüringischen Schützenbund tätig und trainierte am Bundesleistungsstützpunkt in Suhl Ralf Schumann (olympische Schnellfeuerpistole) in Vorbereitung auf die olympischen Wettkämpfe in Sydney 2000. Danach folgten Trainertätigkeiten beim Deutschen Schützenbund und Westfälischen Schützenbund. Nach der Vereinszugehörigkeit bei der Leipziger Schützengesellschaft e.V. (1990 bis 1998) wechselte Wiefel zum Schützenverein "Knauthainer Löwen" (Leipzig) und ist hier weiterhin als Hobby-Sportschütze aktiv. Als solcher errang er 2002, für den SV Chemnitz schießend, seinen ersten Deutschen Meistertitel in der Disziplin Schnellfeuerpistole (Altersklasse) mit 572 Ringen. Zehn Jahre danach, im Oktober 2012, erkämpfte er für seinen Stammverein Knauthain den zweiten Meistertitel. Nun in der Disziplin Luftpistole (Auflage) Klasse Senioren A mit 294 von 300 möglichen Ringen. Ringgleich mit drei weiteren Schützen siegte er aufgrund seiner besseren letzten 10er Serie ( 96,99,99). Ab 2006 führte Wiefel als Coach erfolgreich die Nationalmannschaft des Dt. Schützenbundes in den ISSF-Disziplinen Standardpistole und Zentralfeuerpistole zu den Europacup-Wettkämpfen.

## Auszeichnungen
- 1973: Ernst-Schneller-Medaille in Bronze[2]
- 1976: Vaterländischer Verdienstorden der DDR in Bronze[3][2]
- 1976: Verdienter Meister des Sports[2]
- 1980: Ernst-Schneller-Medaille in Gold[2]
- 1980: Vaterländischer Verdienstorden der DDR in Bronze[4]